# Centronaxa contraria
Centronaxa contraria là một loài bướm đêm trong họ Geometridae.